# Фіто Паес
Родо́льфо Норбе́рто «Ф́іто» Па́ес Ава́лос (ісп. Rodolfo Norberto «Fito» Páez Avalos, нар. 13 березня 1963, Росаріо, Аргентина) — аргентинський рок-музикант, кінорежисер і сценарист.

## Біографія

### Дитинство
Родольфо Норберто Паес Авалос народився в аргентинському місті Росаріо 13 березня 1963 року і був єдиним сином у родині піаністки Маргарити Авалос і поштового службовця Родольфо Паеса. Коли хлопчику виповнилося 8 місяців, його мати померла від раку печінки, тому його вихованням займалися батько, бабуся і тітка.
З самого дитинства Родольфо грав на піаніно, а у віці 14 років почав систематично займатися музикою. Спочатку він захоплювався класичною музикою та фольклором, але згодом зацікавився роком під впливом Beatles, Deep Purple, Arco Iris (гурт Густаво Сантаолальї), Чарлі Гарсії, Луїса Альберто Спінетти, Літто Неббіа та інших.
Першим його музичним колективом стало фольклорне тріо, згодом він грав у декількох рок-гуртах, зокрема Neolalia (близько 1979 року), Sueñosia, Gno el Bizarro, Graf, Arcana, але жоден з них не проіснував довго.

### Виступи у гуртах
1980 року Паес сформував гурт Staff, де він був автором майже усіх пісень, вокалістом і клавішником. Staff мав успіх на регіональній сцені та навіть здобув премію на конкурсі прогресивної музики. Згодом музиканту запропонували долучитися до найвідомішого на той час колективу Росаріо El Banquete і фольклорного гурту Acalanto. Численні виступи Паеса на стороні логічно призвели до розпаду Staff.
1981 року Хуан Карлос Бальєтто запросив Паеса до свого гурту, разом з яким він взяв участь у великому концерті на стадіоні Обрас Санітарьяс у Буенос-Айресі. Сам музикант також переїхав до столиці. 1982 року гурт Бальєтто підписав контракт з лейблом EMI і записав альбом Tiempos difíciles, більшість пісень з якого були написані Паесом. Диск мав успіх і до кінця року став золотим.
4 грудня 1982 року після концерту до Паеса завітав кумир його дитинства Чарлі Гарсія, який висловив захоплення його творчістю. Після цієї зустрічі Фіто зіграв ще кілька концертів з Бальєтто, після чого покинув його гурт і повернувся до рідного міста, щоб заснувати свій власний. Але 1983 року через конфлікт Чарлі Гарсії з Андресом Каламаро, Паесу було запропоновано зайняти місце Каламаро у гурті Гарсії на час концертного туру, тому він відклав свої плани про сольну кар'єру на деякий час.

### Сольна кар'єра

#### 1980-ті
1984 року Фіто Паес підписав контракт з EMI і випустив свій перший альбом Del 63. Його дебютний диск був добре сприйнятий і визнаний музичними оглядачами найкращим за рік. Також він мав гарні рівні продажів і отримав статус золотого.
Через рік Паес остаточно порвав зв'язки з Гарсією і записав другий альбом Giros, після «Yo vengo a ofrecer mi corazón» з якого стала дуже популярною в Аргентині. Презентація диску відбулася на стадіоні Луна Парк, потім у місті Ла-Фальда і нарешті у Росаріо перед 100 000 глядачів. За рівнем продажів диск отримав статус золотого.
1986 року музикант видав два альбоми Corazón clandestino (у співпраці з Каетано Велосо) і La la lá (разом з Луїсом Альберто Спінеттою). На підтримку диску були проведені концерти у Сантьяго-де-Чилі, Лімі, Варадеро, Бразилії. 1987 року було записано його новий альбом Ciudad de pobres corazones, який став золотим.
1988 року Паес поїхав до Нью-Йорку і Гавани, де записав альбом Ey!, який був повністю написаний, зіграний і зведений його власними силами. Згодом цей диск став золотим в Аргентині. Того ж року Паес записав кілька пісень у дуеті з Гільєрмо Вадалою.

#### 1990-ті
1990 року венесуельський продюсер запропонував Фіто Паесу 25 000 доларів за новий диск. Музикант погодився і почав працювати над альбомом Tercer mundo, але продюсер зник, залишивши музиканта в боргах. Тоді Паес звернувся по допомогу до свого друга Фабіана Гальярдо, який влаштував йому контракт з Warner Music, і поїхав до Європи. Новий диск продавався дуже добре: за 20 днів розійшлися 30 000 копій. Згодом диск став двічі платиновим в Аргентині.
1992 року в Уругваї Паес записав свій новий альбом El amor después del amor, який мав шалений успіх у Латинській Америці і на підтримку якого було проведено великий тур більш ніж десятьма країнами, у кожній з яких музикант збирав стадіони. До 1993 року диск став чотири рази платиновим та отримав кілька музичних премій, загалом було продано більше мільйона копій альбому. 1993 року було зіграно ще 120 концертів, останній з яких відбувся на стадіоні Велес Сарсфілд у Буенос-Айресі перед 84 122 глядачами, що робить його одним з найбільших за історію аргентинського року. Також було зіграно благодійний концерт для UNICEF, на якому було зібрано 500 000 доларів.
Пісня «La balada de Donna Helena» з цього альбому наштовхнула музиканта на ідею зняти кіно. Він написав сценарій і зрежисував 32-хвилинну стрічку, де зокрема знялася його дружина Сесілія Рот.
1995 року вийшов новий альбом Паеса Circo beat, на підтримку якого було проведено 20 концертів в Оперному театрі і ще один на стадіоні Рівер Плейт, який зібрав аудиторію у 25 000 осіб. Наприкінці року Паес зіграв безкоштовно у лісах Палермо перед 50 000 глядачів. Диск за рівнем продажів в Аргентині став 5 разів платиновим.
1996 року Фіто Паес записав диск Euforia, який відзначається акустично-симфонічним звучанням і став двічі платиновим.
1998 року разом з іспанцем Хоакіном Сабіною музикант видає новий альбом Enemigos íntimos. Планувався великий концертний тур на його підтримку, але він був скасований через конфлікт між двома виконавцями. Це не завадило диску набрати популярність і стати платиновим.
1999 року було презентовано диск Abre. Новий альбом мав успіх як на концертах, так і у вигляді телетрансляції і скоро став платиновим.

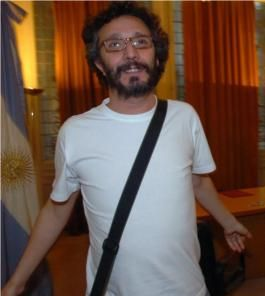
Фіто Паес на прийомі у президента Аргентини 2006 року

2000 року Фіто Паес отримав дві премії Grammy Latino за пісню «Al lado del camino». Того ж року він записав новий альбом Rey Sol, який не мав успіху у публіки.

#### 2000-ні
2001 року Паес дебютував як режисер і сценарист повнометражного фільму «Особисте життя», головну роль в якому зіграла його дружина Сесілія Рот. Стрічка отримала несхвальні відгуки критиків, а також стала причиною розриву подружжя.
2003 року музикант на власній студії звукозапису Circo Beat видав новий альбом Naturaleza sangre, де намагався повернутися до естетики 1980-х. У записі брали участь також бразильська співачка Ріта Лі, Чарлі Гарсія і Луїс Альберто Спінетта. Презентація диску за участю цих виконавців відбулася на стадіоні Луна Парк у Буенос-Айресі перед 7000 осіб і на стадіоні Орфео Супердомо у Кордові перед 5000 глядачів, після чого розпочався великий концертний тур Америкою і Європою.
8 грудня 2004 року вийшов концертний альбом співака Mi vida con ellas, куди увійшли його пісні з різних виступів і кавер-версії.

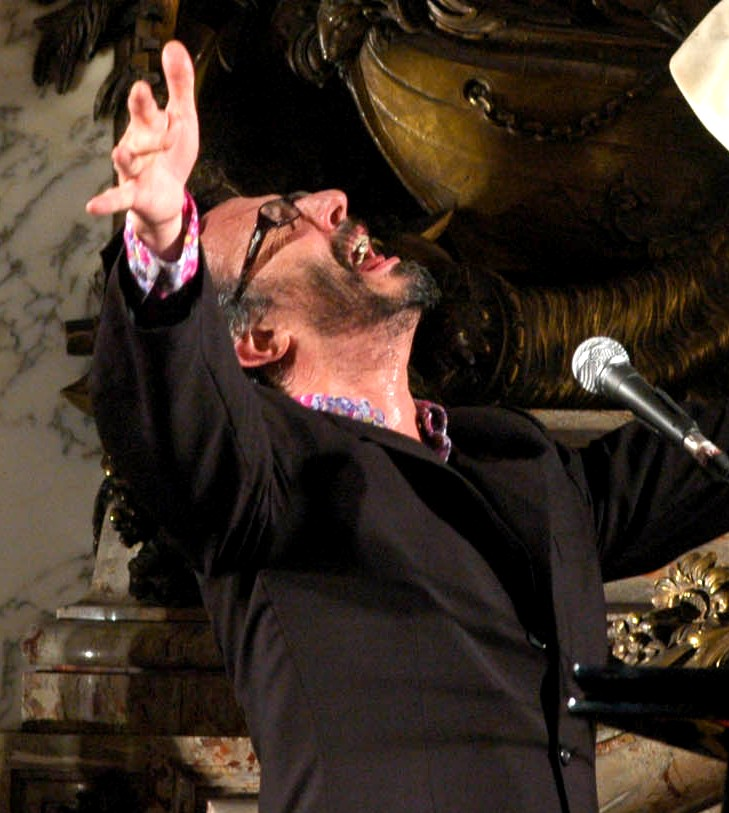
Фіто Паес 2006 року

2005 року Паес записав новий диск Moda y pueblo, куди увійшли пісні його авторства, а також Літто Неббіа, Л. А. Спінетти, Чарлі Гарсії, Федеріко Гарсія Лорки, у супроводі струнного оркестру.
2006 року Фіто Паес зняв свій третій фільм — комедію «¿De quién es el portaligas?», яка провалилася у прокаті. 21 вересня того ж року вийшов його новий альбом El mundo cabe en una canción. У день появи диску у продажу розійшлося 20 000 копій, але згодом ажіотаж навколо нього затихнув, хоча згодом альбом отримав Grammy Latino як найкращий рок-альбом року, а також статус золотого. У лютому 2007 року музикант виступив на фестивалі у Вінья-дель-Мар, а у липні розпочав концертний тур разом з Bon Jovi.
30 серпня 2007 року вийшов новий диск Паеса Rodolfo, куди увійшли пісні, виконані лише у фортепіанному супроводі, який отримав Grammy Latino як найкращий альбом року.
12 березня 2008 року музикант отримав премію президента Аргентини за внесок у розвиток національної музики.
1 жовтня 2008 року надійшов у продаж концертний альбом No sé si es Baires o Madrid, який було презентовано 2 концертами на стадіоні Луна Парк, у якому також взяли участь відомі аргентинські музиканти. 29 червня 2009 року Паес виступив на колумбійському фестивалі перед 150 000 глядачів. Того ж року музикант отримав за свій альбом кілька нагород імені Карлоса Гарделя і Grammy Latino.
16 березня 2010 року вийшов 21-й альбом у кар'єрі Фіто Паеса Confiá, презентація якого відбулася 7 травня на стадіоні Луна Парк. 25 травня 2010 року Фіто Паес взяв участь у концерті, присвяченому двохсотріччю незалежності Аргентини. 6 листопада 2010 року музикант відзначив 30-річчя своєї творчої діяльності великим сольним концертом.

## Дискографія
| Рік  | Назва                                  | Лейбл      | Вид        |
| 1984 | Del 63                                 | EMI        | студійний  |
| 1985 | Giros                                  | EMI        | студійний  |
| 1986 | Corazón clandestino                    | EMI        | студійний  |
| 1986 | La la lá (з Луїсом Альберто Спінеттою) | EMI        | студійний  |
| 1987 | Ciudad de pobres corazones             | EMI        | студійний  |
| 1988 | Ey!                                    | EMI        | студійний  |
| 1990 | Tercer mundo                           | WEA        | студійний  |
| 1992 | El amor después del amor               | WEA        | студійний  |
| 1995 | Circo beat                             | WEA        | студійний  |
| 1996 | Euforia                                | WEA        | концертний |
| 1998 | Enemigos íntimos (з Хоакіном Сабіною)  | Sony Music | студійний  |
| 1999 | Abre                                   | WEA        | студійний  |
| 2000 | Rey Sol                                | WEA        | студійний  |
| 2003 | Naturaleza sangre                      | DBN        | студійний  |
| 2004 | Mi vida con ellas                      | WEA        | концертний |
| 2005 | Moda y pueblo                          | DBN        | студійний  |
| 2006 | El mundo cabe en una canción           | Sony Music | студійний  |
| 2007 | Rodolfo                                | Sony Music | студійний  |
| 2008 | No sé si es Baires o Madrid            | Sony Music | концертний |
| 2010 | Confiá                                 | Sony Music | студійний  |

## Фільмографія

### Сценарист і режисер
- Балада про донну Елену / La balada de Donna Helena (1993)
- Особисте життя / Vidas privadas (2001)
- Чий пояс? / ¿De quién es el portaligas? (2007)

### Актор
- Південь / Sur (1987)
- Подорож / El viaje (1990)
- Про це немає мови / De eso no se habla (1993)
- Все про мою матір (1999)
- Історії Аргентини на живо / Historias de Argentina en vivo (2001)
- Хай буде рок / Que sea rock (2006)
- Стрічка / La peli (2006)